# Timothy Peach
Timothy Peach (ur. 25 lipca 1963 w Monachium) – niemiecki aktor filmowy i telewizyjny.
W 1988 ożenił się z Nicolą Tiggeler. Mają dwie córki - Tiffany (ur. 1996) i Nelson (ur. 2002).

## Filmografia

### Filmy fabularne
- 1999: Florian - Liebe aus ganzem Herzen (TV) jako Peter Bachmann
- 2001: Zmartwychwstanie (Resurrezione, TV) jako Dimitri Neckliwdow
- 2003: Luter (Luther) jako nuncjusz papieski Karl von Miltitz
- 2013: Ricky - normal war gestern jako ważniak

### Seriale TV
- 1997: Rosamunde Pilcher jako Sam Crichtan
- 1998: SOKO München jako Kerber
- 1998: Balko jako Philipp Sandhofen
- 1999–2004: Rote Rosen jako dr Jens Kasperski
- 2000: St. Angela jako pan Bräuer
- 2002: SOKO Kitzbühel jako Dieter Windisch
- 2002–2007: Hallo Robbie! jako Rolf Thiele
- 2004: Rosamunde Pilcher jako Tristan
- 2004: Die Rosenheim-Cops jako Fred Hinstein
- 2007: SOKO Kitzbühel jako Alex Sikora
- 2009: SOKO Köln jako Roman Fürst
- 2011: SOKO Stuttgart jako Richard Kell
- 2012-2014: Rote Rosen jako Jan Mertens
- 2014: SOKO München jako Robert Geissler
- 2014: Burza uczuć (Sturm der Liebe) jako dr Erhardt
- 2016: Die Rosenheim-Cops jako Ulrich Stegmüller